# Старый Ургакш
Старый Ургакш (мар. Тошто Ургаш) — деревня в Советском районе Республики Марий Эл. Входит в состав Вятского сельского поселения.

## География
Находится в центральной части республики Марий Эл на расстоянии приблизительно 6 км по прямой на север от районного центра посёлка Советский.

## История
Известна с 1836 года как починок Ургакш с 6 дворами и 66 жителями. В 1940 году здесь было 91 хозяйство, проживали 370 человек. К 1944 году в Старом Ургаше осталось 63 двора. В советское время работали колхозы «Борец», «Смычка», «Рассвет», совхоз «Советский», позднее АООТ «Заря» (до 2001).

## Население
Население составляло 87 человек (45 % мари, 43 % русские) в 2002 году, 86 в 2010.